# 渣華道市政大廈

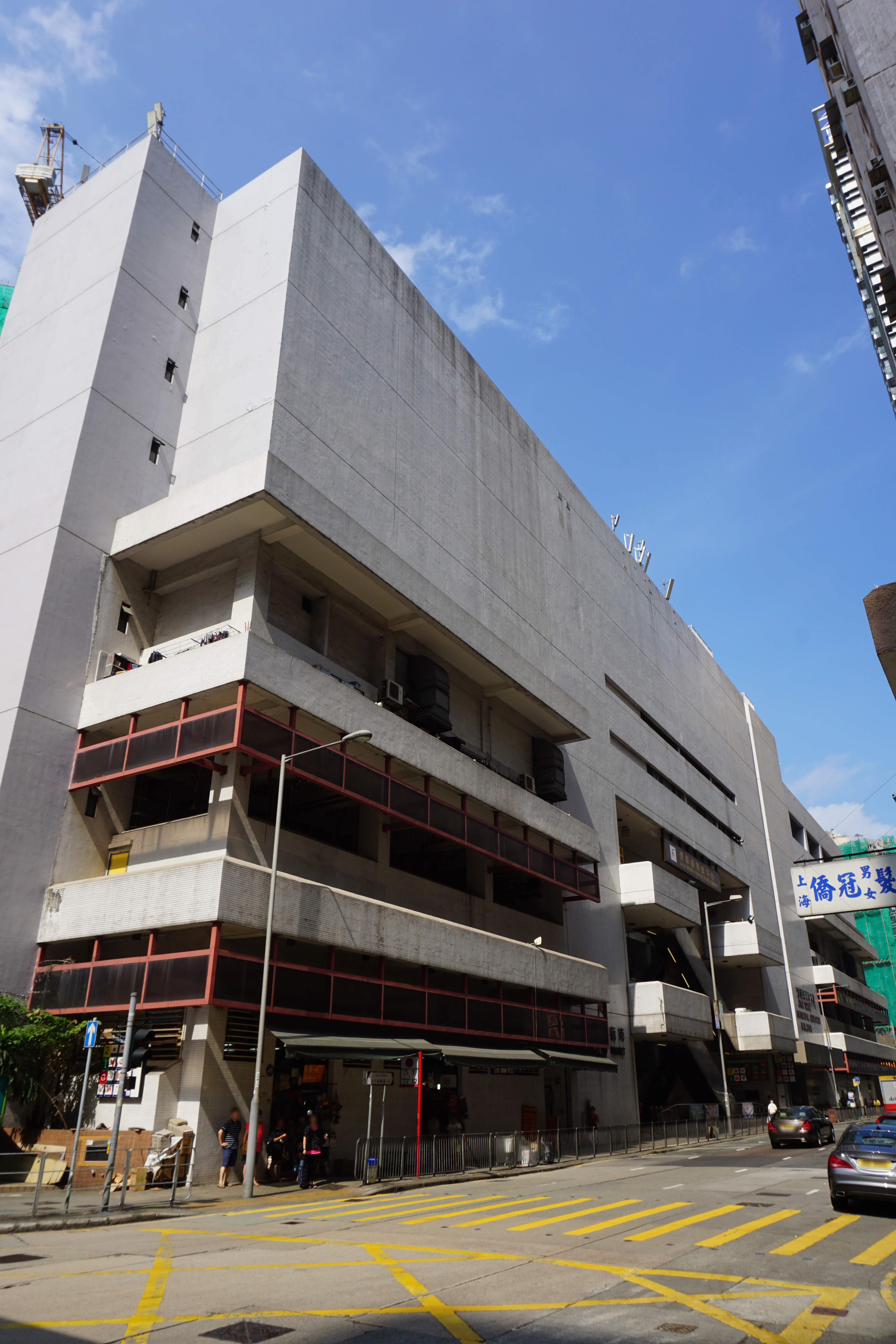
渣華道市政大廈

渣華道市政大廈（英語：Java Road Municipal Services Building），是香港島東區北角渣華道的一座多用途的市政建築，設有街市及體育館等設施，地址為渣華道99號，鄰近北角渡輪碼頭及北角碼頭公共運輸交匯處。大廈於1993年6月22日全面啟用，由市政局議員丁毓珠主禮。

## 設施
- 渣華道街市及熟食中心
- 渣華道體育館
  - 位於3至5樓，於1992年7月啟用，設施包括多用途主場（可提供1個籃球場／1個排球場／4個羽毛球場）、3個壁球室、2個活動室、兒童遊戲室、乒乓球室和美式桌球室。

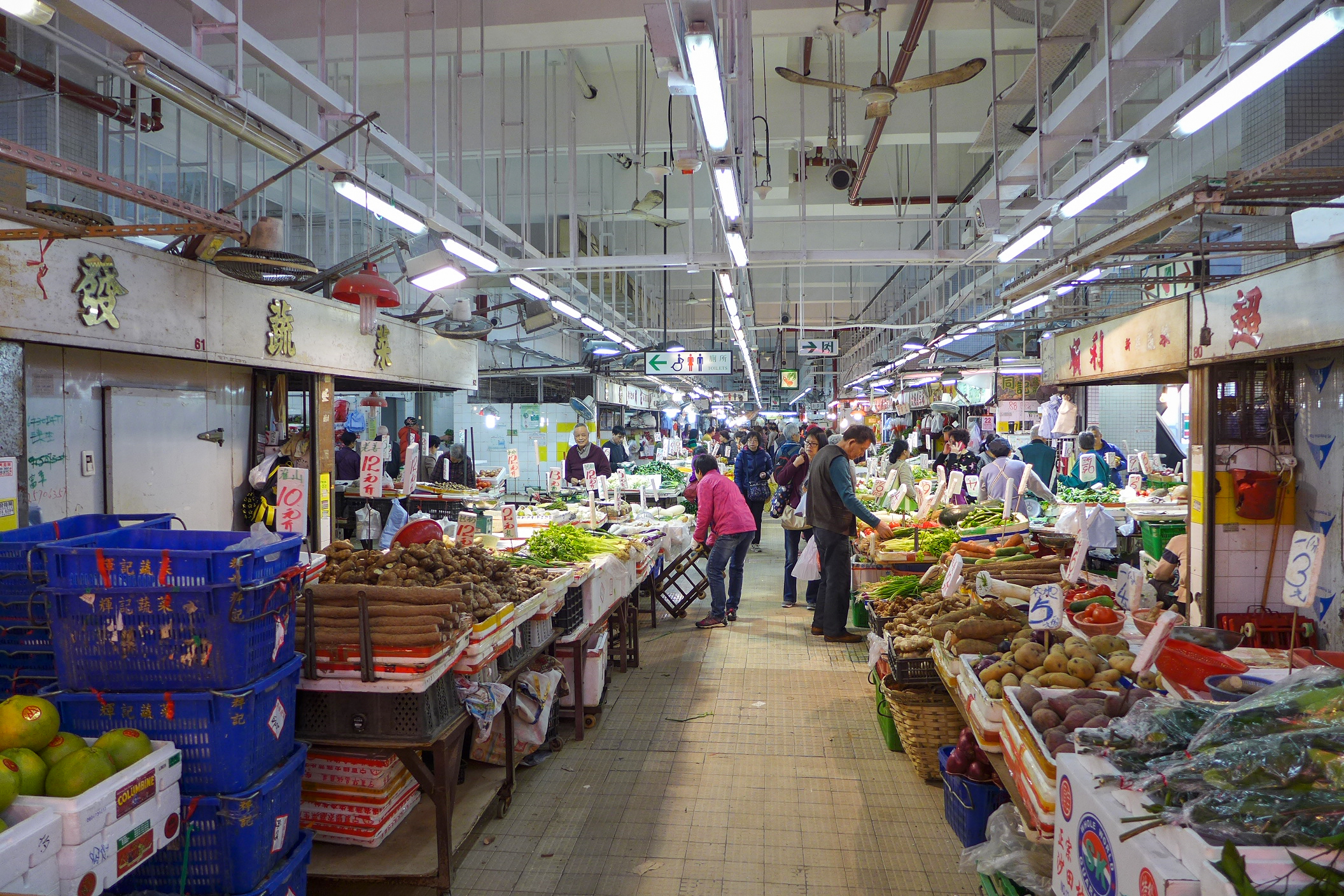
街市
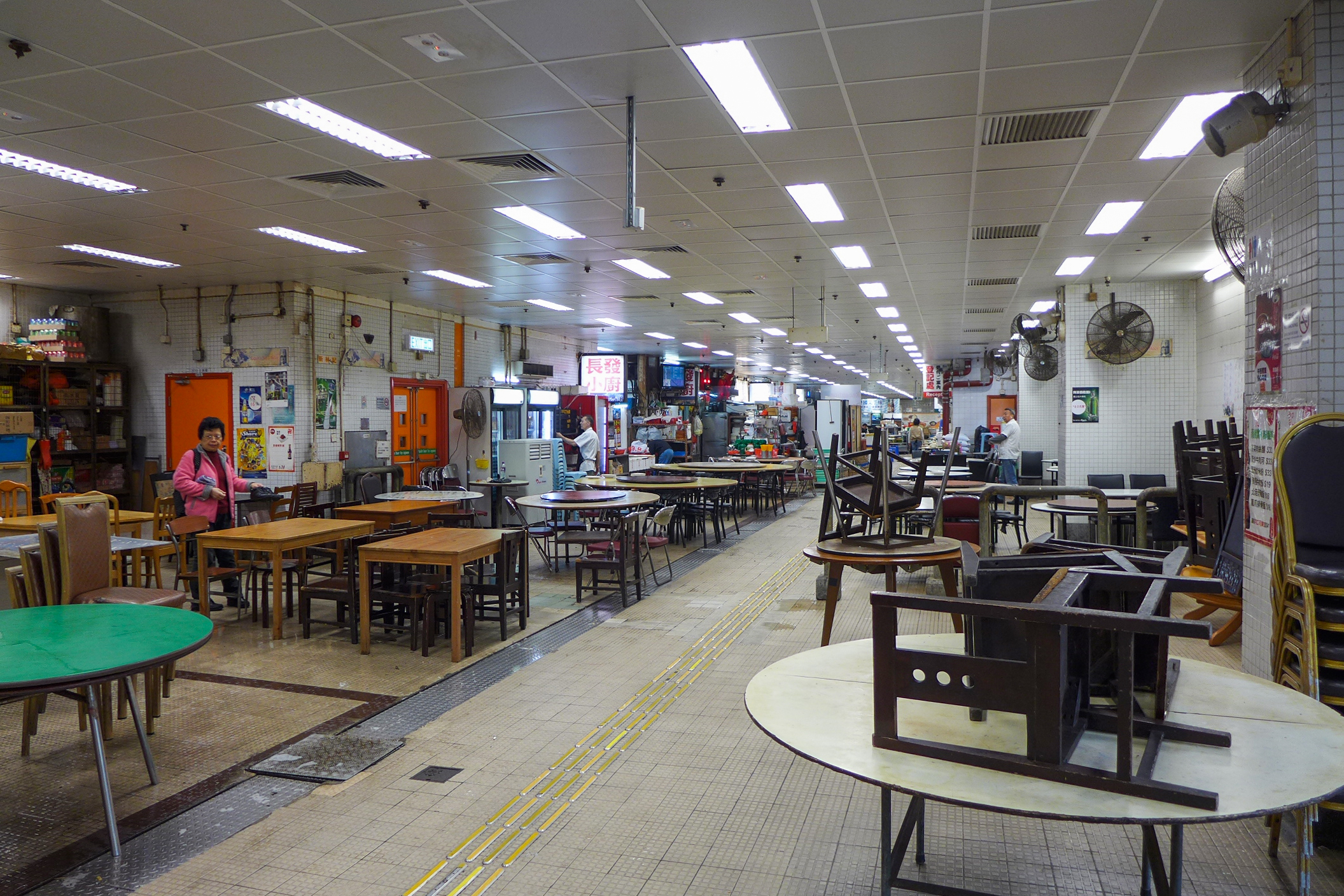
熟食中心
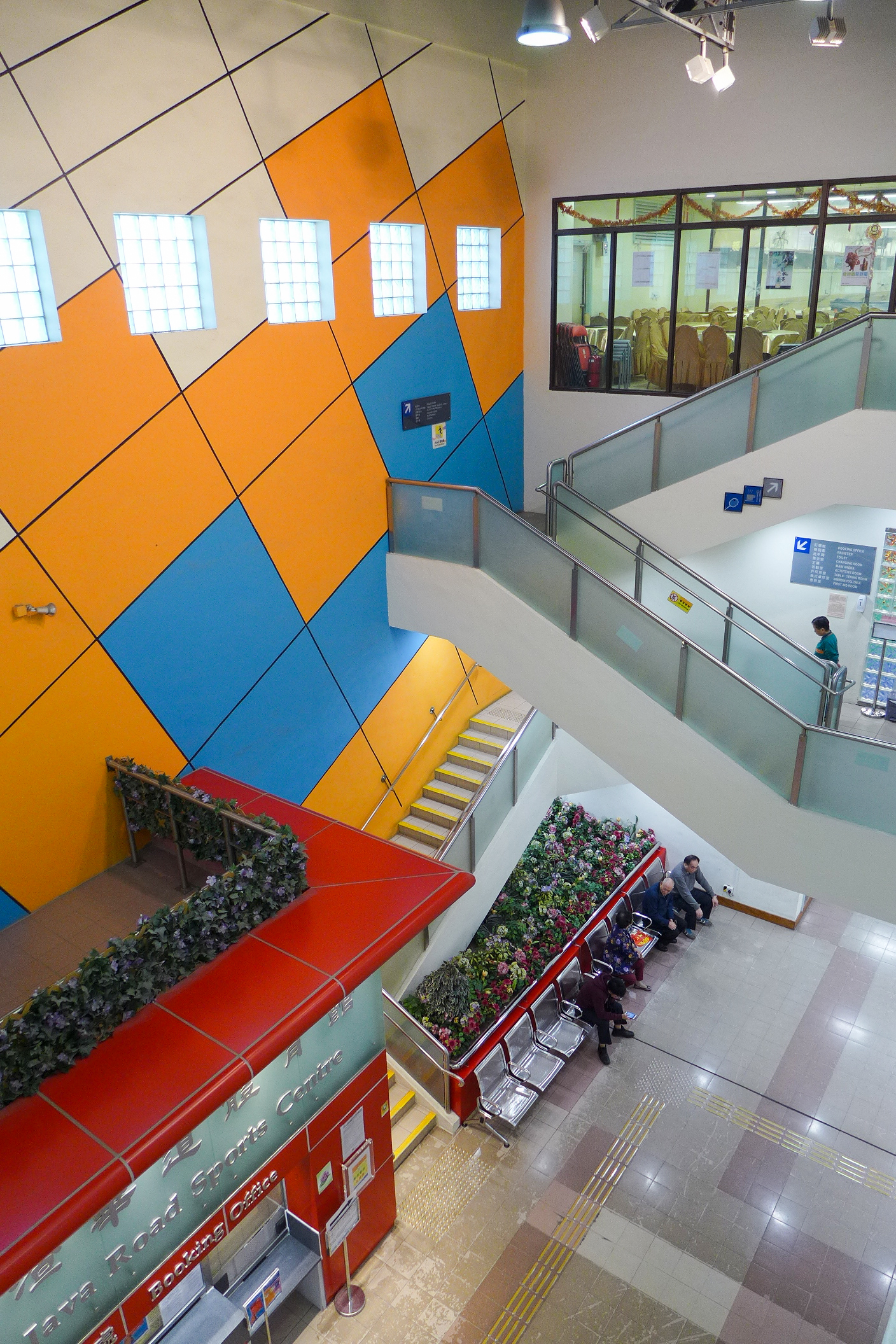
體育館中庭
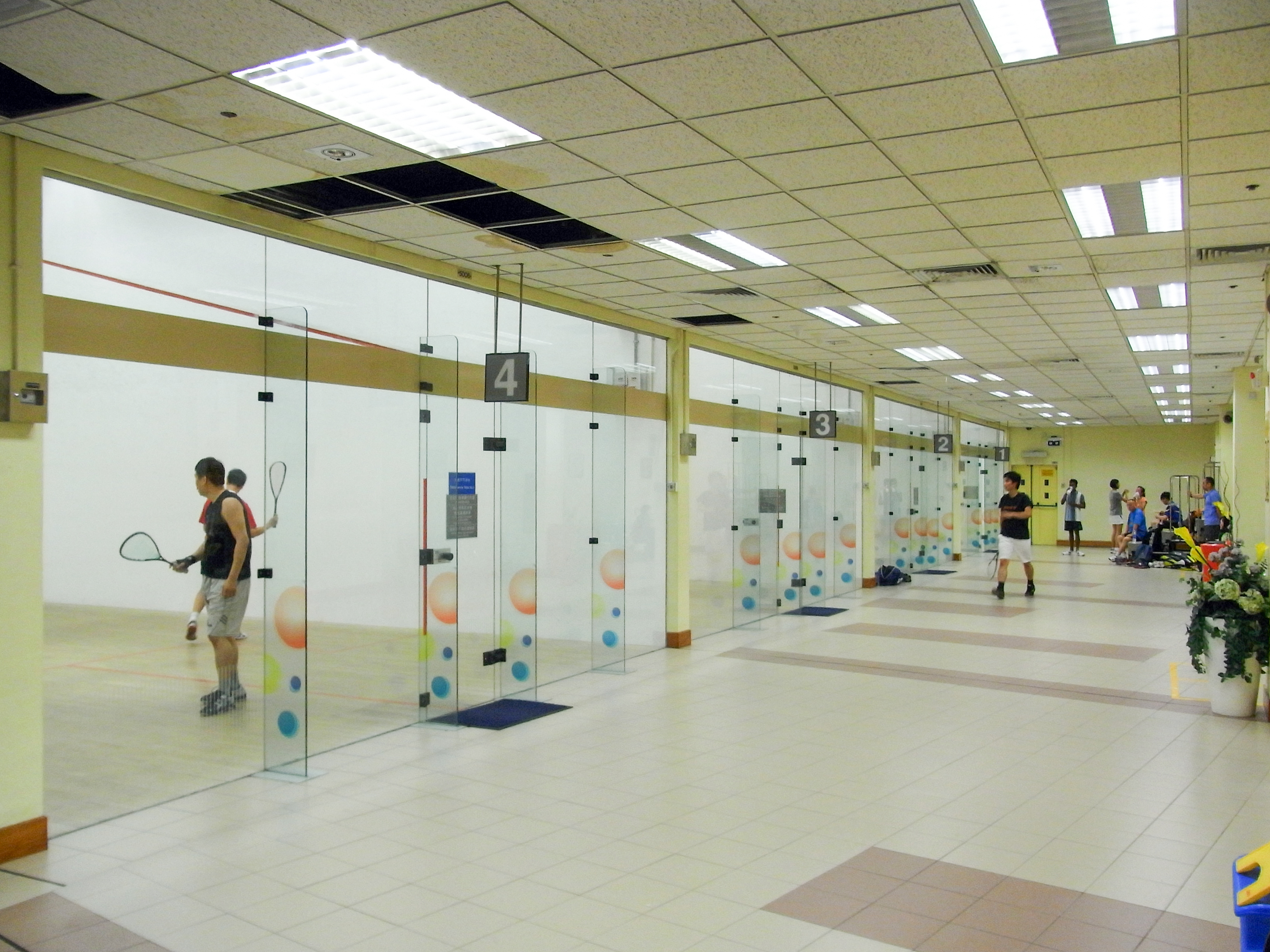
體育館壁球室

## 事件
2022年8月31日，熟食中心經營近30年，有不少名人曾到訪的“東寶小館”，被食環署以攤檔非「獨資經營」違反租約條款，發出「終止租約通知書」。經理表示過去多年一直以同一方式營運，在8月26日才收到署方通知要終止租約，批評署方不近人情、趕盡殺絕。即使攤檔提出上訴，亦須於9月2日前移走營業工具並交還檔位。據了解，食環署發現食肆老闆並非攤檔承租者，更發現租戶並非在香港居住，指違規情况已經存在多年。

## 外部連結
- 食環署：渣華道街市 （页面存档备份，存于）
- 康文署：渣華道體育館 （页面存档备份，存于）